# Corradino Cappellotto Italico
Corradino Cappellotto Italico (Martirano, 25 maggio 1886 – Treviso, 6 gennaio 1947) è stato un politico e antifascista italiano.

## Biografia
Laureato nel 1908 all’Università di Bologna ottiene il diploma della Scuola Superiore di Commercio a Venezia e abilitato all’insegnamento delle Scienze Economiche. Cattolico, milita nell’Azione Cattolica ed è organizzatore dei Sindacati dei contadini della trevigiana dal 1909 al 1915. Dal maggio 1908 all'ottobre 1910 è allievo ispettore del movimento e traffico nelle Ferrovie di Stato di Venezia e Mestre. Dal 1910 ottiene la cattedra di Scienze giuridiche ed economiche nell’Istituto Tecnico Superiore di Treviso, dove rimane fino all'estromissione per antifascismo.
Combatte nella prima guerra mondiale come maggiore del Genio zappatori.
Nel 1919 viene eletto deputato per il Partito Popolare Italiano, ma nel corso della legislatura, in dissenso con la linea di don Luigi Sturzo, se ne distaccò per fondare il Partito Cristiano del Lavoro, che nel 1942 si unisce col Partito Cristiano Sociale. Fonda anche un settimanale, La battaglia, che però esce solo per pochi numeri.
Al termine del mandato si ritira a vita privata fino al 1943, quando dopo la caduta del fascismo entra nel Comitato di Liberazione Nazionale provinciale di Treviso come rappresentante dei cristiano sociali. L'8 gennaio 1945 viene catturato dalla brigata nera “Cavallin” e rilasciato per le prime avvisaglie di una malattia che lo conduce alla morte di li a poco meno di due anni. 